# .DS Store
.DS_Store (sigla di Desktop Services Store) è un file nascosto con un formato proprietario creato da macOS per memorizzare attributi personalizzati di una cartella come la posizione delle icone o la scelta di un'immagine di sfondo. Ha funzioni simili al file desktop.ini nel sistema operativo Microsoft Windows.
Anche se questi file sono utilizzati principalmente da Finder, sono stati immaginati come un sistema di archiviazione multiuso di metadati riguardo alle opzioni di visualizzazione delle cartelle, come le posizioni delle icone e le impostazioni di visualizzazione. Ad esempio, su Mac OS X Tiger e versioni successive, .DS_Store contiene i commenti di Spotlight riguardo a tutti i file della cartella (questi commenti sono memorizzati anche nel file attributi estesi, ma Finder non li legge).
Per impostazione predefinita, Finder crea un file .DS_Store in ogni cartella in cui si accede, anche le cartelle su sistemi remoti (per esempio, le cartelle condivise tramite una connessione SMB o AFP). Ciò contrasta con il sistema preesistente utilizzato per lo stesso scopo nelle versioni precedenti di Finder, che inserisce un certo numero di file invisibili nella directory principale del dispositivo a cui si accede (anche su file system diversi) allo scopo memorizzare le impostazioni e i metadati per le cartelle dell'intero volume.